# Катал
Катал (означение: kat) е единица за измерване на активността на катализатори в Международната система единици (SI). Тази единица се е използвала дълго време, но официално става единица от SI едва през 1999 г., когато е приета от XXI Генерална конференция по мерки и теглилки.
Ако присъствието на катализатор увеличава скоростта на дадена химическа реакция с един мол за секунда, то активността на даденото количество от този катализатор е равна на един катал. Каталът е производна единица в SI, която се изразява чрез основните единици по следния начин:
{\displaystyle {\text{kat}}={\frac {\text{mol}}{\text{s}}}}